# Berle (rivière)
Pour les articles homonymes, voir Berle.
La Berle est un ruisseau du département de la Marne de la région Grand Est et un affluent de la Somme-Soude, c'est-à-dire un sous-affluent de la Seine par la Marne.
Cité aussi comme La Berge, son nom vient sans doute du bas-latin berula (cresson) d'origine gauloise en raison de la présence de cette racine dans les langues celtiques (ex. : ancien irlandais berur').

## Géographie
D'une longueur de 16,4 kilomètres, la Berle prend sa source sur la commune de Bergères-lès-Vertus, entre le lieu-dit le pré Didier et l'église, à l'altitude 108 mètres.
Elle coule globalement du sud-ouest vers le nord-est.
Elle conflue en rive gauche entre la commune de Pocancy et Champigneul-Champagne, avant le lieu-dit le pré Gayet, à l'altitude 80 mètres.

## Communes et cantons traversés
Dans le seul département de la Marne, la Berle traverse neuf communes et deux cantons :
- dans le sens amont vers aval : Bergères-lès-Vertus (source), Vertus, Voipreux, Villeneuve-Renneville-Chevigny, Rouffy, Vouzy, Saint-Mard-lès-Rouffy, Pocancy, Champigneul-Champagne (confluence).

Soit en termes de cantons, la Berle prend source dans le canton de Vertus, conflue dans le canton d'Écury-sur-Coole.

## Affluent
La Berle n'a pas d'affluent référencé mais elle est alimentée par les résurgences qui apparaissent à Vertus et l'alimente au niveau de Voipreux.